# Яо Мін
Яо Мін (кит.: 姚明, 12 вересня 1980, Шанхай) — китайський баскетболіст, спортивний коментатор, президент Китайської баскетбольної асоціації. Грав за команду «Х'юстон Рокетс» (НБА) на позиції центрового. На момент виступів в НБА був найвищим гравцем в чемпіонаті, його зріст становив 2,29 метра. Прапороносець збірної Китаю на відкритті Олімпіади 2004 в Афінах і Олімпіади 2008 в Пекіні. Обоє батьків Яо в минулому професійні баскетболісти. Зріст його батька 202 см, а матері 190 см, вже в 10 років зріст Яо був 165 см.
Яо почав грати «Шанхай Шаркс» ще в підлітковому віці і виступав за цю команду впродовж 5 років, в останній рік став чемпіоном Китайської баскетбольної асоціації. В 2002 році він був вибраний на драфті командою «Х'юстон Рокетс», яка мала право на 1-го вибору. До цього тільки 2 китайці грали в НБА. З першого ж сезону Яо щорічно бере участь в матчі усіх зірок НБА. Незважаючи на це, «Рокетс» жодного разу не досягли якихось значних успіхів на стадії плей-офф, а останні три роки китайського гіганта мучили травми. Через травми Яо пропустив весь сезон 2009/2010 і не зіграв чемпіонаті світу з баскетболу 2010 в Туреччині. В 2016 році був включений в баскетбольний Зал слави.
Яо дебютував у збірній Китаю на літніх Олімпійських іграх 2000 року в Сіднеї, і разом з Ван Чжічжі і Менгке Батиром вони склали так звану «Велику стіну». Під час Олімпійських ігор в Афінах 2004, Яо ніс китайський прапор на церемонії відкриття, за його словами він «здійснив свою давню мрію». На олімпійських іграх 2004 року в Афінах у цілому команда виступила невдало, але Яо увійшов до символічної збірної баскетбольного турніру. На чемпіонаті світу 2006 року Китай дійшов лише до 1/16 фіналу.
Його дружина Е Лі в минулому виступала за жіночу баскетбольну збірну Китаю.

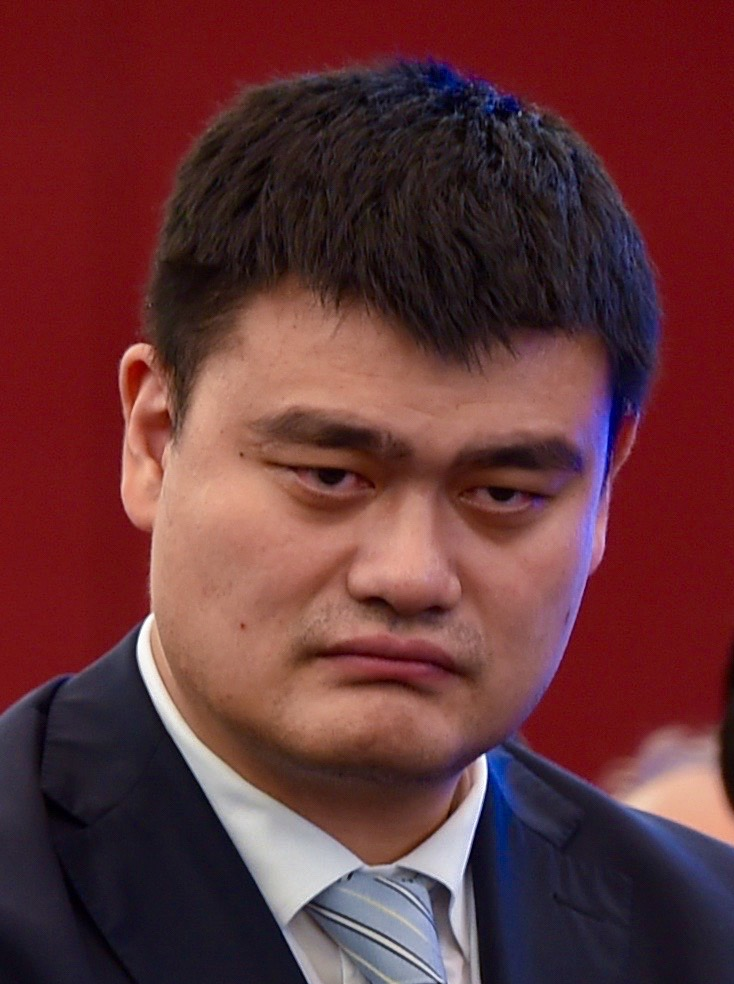
Яо Мін (2016)

Яо Мін є одним з найбільш впізнаваних і багатих людей Китаю, ряд великих компаній уклали з ним контракти. Про його перші роки в НБА був знятий документальний фільм, а сам він у співавторстві написав автобіографію. У липні 2009 року Яо Мін купив свій колишній китайський клуб «Шанхай Шаркс», щоб допомогти йому подолати серйозні фінансові труднощі і підняти з дна турнірної таблиці . В даний момент Яо Мін працює також і спортивним коментатором, ведучи репортажі з баскетбольних змагань (в тому числі і з баскетбольного турніру Олімпійських ігор 2012 року). У 2017 році Яо Мін був обраний президентом Китайської баскетбольної асоціації (CBA).